# Sources
sources（ソーシズ）は、日本の男性3人による器楽曲ユニット（ツインヴァイオリンとピアノ）。2008年6月結成。

## 概要
全員が桐朋学園大学在学中にリーダーの加賀谷綾太郎（Vn）がPOPSユニットを組むため学園内でメンバーに声をかけたのをきっかけに2008年6月に結成された。結成時は、2ヴァイオリン、チェロ、ピアノの4人だったが、メンバーの交代や脱退等があり、2012年に2ヴァイオリン・加賀谷綾太郎、日髙隼人、ピアノ・野津永恒の3人の現在のユニットになった。
ユニット名の由来は、物事の根源・元・水源という意味を持つ「source（ソース）」の複数形。
東京・神奈川・名古屋・大阪を中心にライブツアー、インストアライブ、ストリートライブ等の演奏活動を行い、「歌詞がなくても心に伝わる音楽」をモットーにジャンルに囚われない幅広い楽曲を創作し発信している。
2017年11月11日、東京都のパラスポーツ応援プロジェクト「TEAM BEYOND」のBEYOND AWARD 2017音楽部門にてオーディエンス賞を受賞。現在はsourcesとしてのライブ活動以外に企業への楽曲提供・レコーディング・ライブサポート等と各メンバーが個々にも活動している。2018年5月から7月にかけてH&Nとして、日髙と野津の2人でライブやイベントへ参加する。2021年12月，2022年12月2024年12月にH&N、2023年12月にはH&N＋T  (大瀬戸千嶋の大瀬戸嵩がスペシャルゲスト)としてライブを行う。2024年11月19日(土)に加賀谷と日髙の2人でR&Hとしてライブを行う。 2019年2月には「鍔迫-TSUBAZERI」のライブ映像がTwitterで360万回再生を越えて話題となる。
2022年6月15日19時からは初の試み「sources オンラインサイン会」開催。7月1日発売の弦楽器専門誌「サラサーテ 8月号」の表紙&Artist Close-upとして掲載。7月13日「一刀両断」「つむぐ」の両アルバムをJPU recordsで配信。8月「東風-KOCHI- ～ Wind from the Orient」「Next」の両アルバムをJPU recordsで配信。
2023年11月12日　大手町三井ホールにて「10th Anniversary LIVE」を開催。同時に10周年記念アルバム「TEN-SEI」を先行発売。
2023年11月28日20時から「TEN-SEI発売記念オンラインサイン会」を開催
2024年５月17日から19日(４公演)５月24日から26日(４公演)ベトナム ハノイサーカスで行われた "Ninja Magic Show"に出演　 Ai and YuKiさんのイリュージョンとベトナム国立サーカスとsourcesのサウンドのコラボ
2024年10月6日sources 11th Anniversary LIVE～翔劇(SHOW GEKI)を 2014年のレコ発ライブ会場でもあった「渋谷 duo MUSIC EXCHANGE」にて公演を行う

## メンバー
- 加賀谷綾太郎（かがや　りょうたろう）ヴァイオリン担当。1989年8月2日生。愛知県出身。血液型A型。4歳よりバイオリンを始め、これまでに数々の賞を受賞。桐朋学園大学 演奏科コース(ディプロマコース) 修了。大学在籍中にsourcesを創立。バイオリニストのNAOTOに出会い1年半弟子入りをする。「浜崎あゆみ」「NAOTO」「金色のコルダ 星奏学院祭」「金色のコルダsongs」「SUPER JUNIOR-YESUNG」ポルノグラフィティ/20th anniversary special LIVE「NIPPON ロマンス ポルノ'19 ～神vs神～」「椎名林檎と宮本浩次」「高嶋英輔」など数々のコンサートサポートやレコーディング、CM音楽制作に参加。2018年NHK「紅白歌合戦」椎名林檎と宮本浩次のサポート出演 。NHK連続ドラマ「エール」にヴァイオリニスト役にて出演
- 日髙隼人（ひだか　はやと）ヴァイオリン担当。1989年11月3日生。福岡県出身。血液型B型。桐朋学園大学 音楽部音楽学科バイオリン専攻卒業。桐朋学園大学在学中に加賀谷と共にsourcesを始める。第3回ヴェルデ音楽コンクール弦楽器高校生部門金賞。第8回九州音楽コンクール高校生クラス最優秀賞などを受賞。「ゆず」「→Pia-no-jaC←」「NAOTO」「金色のコルダ songs」 「Cocco」「RADWIMPS」「MAN WITH A MISSION」「神はサイコロを振らない」「緑黄色社会」「Mrs.GREEN APPLE」等、様々なアーティストのサポートも務める。2019年NHK「紅白歌合戦」RADWIMPSのサポート出演 。 2023年8月メトロック東京・大阪、及び11月ホールツアーにて「神はサイコロを振らない」サポート。12月には横浜アリーナにて「緑黄色社会」のサポート。2025年7月にはソロプロジェクト「HAYABUSA」を立ち上げ2025年9月に初ライブ「HAYABUSA　First　flight」を開催。弟は、桐朋学園大学音楽部音楽科チェロ専攻卒業の日髙航太。
- 野津永恒（のつ　ひさのぶ）ピアノ担当。1989年2月26日生。島根県出身。血液型A型。4歳よりエレクトーンを始め、ピアノへと転科し桐朋学園大学・音楽部音楽学科ピアノ専攻を卒業。小学生の時にヤマハエレクトーンコンクールに出場し、全日本大会で銀賞、銅賞を受賞。桐朋学園大学に入り2011年に正式メンバーとしてsourcesに参加。「川井郁子」、「NAOTO」「宮本笑里」をはじめ様々なアーティストのサポートを務め、「オークラウロ 」「AUN 5」「ケンハモパーティ」「ブレイクマイケース」　など様々なセッションに参加、及びソロ活動を行う。また、横山だいすけの全国ツアーのバンマス&ピアノとして全公演参加。

## ディスコグラフィー

### CD
|                |  |  | 発売日                           | タイトル                                                                   | 収録曲 |
| -------------- |  |  | -------------------------------- | -------------------------------------------------------------------------- | --- |
| プライベート盤 |  |  |                                  | SOURCE                                                                     | Galaxy Rose 、Blue Line 、Depth 、Brace 、 Asian Wind 、Lift 、Course Of Love |
| プライベート盤 |  |  |                                  | incubation                                                                 | passion、BLACK、Nostargia、ありがとう、Wolf、Galaxy Roseニ号店 |
| 1st            |  |  | 2013年10月2日 2022年7月配信開始  | SOURCES                                                                    | Beginning、Take it easy!、花火、月の記憶、Breakthrough、feel、road～幸せの花束 |
| 2nd            |  |  | 2014年12月17日 2022年7月配信開始 | SUNRISE                                                                    | 衝動-SHOUDOU-、SUNRISE、live a little !、夢うつつ、鍔迫-TSUBAZERI-、Skyblue、Dancing Dancing、journey |
| 3rd            |  |  | 2015年7月29日 2022年8月配信開始  | sunset                                                                     | coin、sunset、Urban night、coleus、颪-OROSHI-、瞬き夜空、JOY!JOY!JOY!、君と歩く一本道 |
| 4th            |  |  | 2016年10月19日 2022年8月配信開始 | 東風-KOCHI- ～ Wind from the Orient                                        | 地平線の風、疾風迅雷、一祭合祭 -ISSAIGASSAI-、ひぐらし、Meet The Future（第9回大阪モーターショー公式テーマ曲）、yet、空と海と君と僕、Make my day（NACK9「THE SONG OF MIND 〜 朝焼けのメロディー」テーマ曲） |
| 5th            |  |  | 2019年3月13日 2022年7月配信開始  | Next （初回限定盤はCD＋DVD）                                               | CLASH of TONE、FIRE BALL、モノクローム、こもれび坂（イベントツールウエストジャパン2019年公式テーマ曲）、ユトリロの街角、I’m a MONSTER、阿修羅、菩提樹、Galaxy Rose 2019（新録：5周年記念ボーナストラック）、［DVD収録内容］CLASH of TONE（Music Video）、レコーディング Making Movie |
|                |  |  | 2022年3月16日                    | アルバム「一刀両断」より先行配信MV 一刀両断                                | 一刀両断 |
|                |  |  | 2022年4月8日                     | アルバム「つむぐ」より先行配信 レクイエム〜安息への祈り                    | レクイエム〜安息への祈り |
|                |  |  | 2022年5月6日                     | アルバム「つむぐ」より先行配信 Stand up!                                   | Stand up! |
| 6th            |  |  | 2022年6月15日 7月13日配信開始    | 一刀両断                                                                   | 一刀両断,Honey trap,水平線の彼方へ,Othello,BITE,シャマール～砂塵の嵐,Neon beat,Restart!(第11回大阪モーターショー公式テーマ曲) |
| 7th            |  |  | 2022年6月15日 7月13日配信開始    | つむぐ                                                                     | 百花繚乱,Spanish Love,景清洞,アオハルデイズ,雪の降るこの町で・・・,Fiddler and buddies,レクイエム～安息への祈り,Stand up! |
|                |  |  | 2023年7月21日配信開始            | 日本テレビ系「news every.」お天気コーナーテーマソング 雨のちハレ           | 雨のちハレ |
|                |  |  | 2023年7月21日配信開始            | ライザのアトリエ3」EDテーマ「Travelers」（suis from ヨルシカ）インストver. | Travelers |
| 8th            |  |  | 2023年11月15日 12月13日配信開始  | 10周年記念アルバム TEN-SEI （初回限定盤はCD＋DVD）                         | 鍔迫-TSUBAZERI-＜re:Rec＞,Lazulite,雨のちハレ（日本テレビ系「news every.」お天気コーナーテーマソング）,隼-HAYABUSA-,緋色の唄,軍勢-GUNZEI–（大阪お城フェス2022/2023テーマ曲）,Travelers（ゲーム「ライザのアトリエ3～終わりの錬金術士と秘密の鍵」エンディングテーマ）,Let's fight!! ＜ボーナストラック＞Andante～featuring 神南高校（日本テレビ系「金色のコルダ Blue♪Sky」キャラクターソング）【DVD収録】 初回限定盤DVD付:10周年インタビュー / History of 鍔迫 / オーディオコメンタリー |

### DVD
| 枚  | 収録日                                | タイトル                              | 収録曲 |
| --- | ------------------------------------- | ------------------------------------- | --- |
| 1st | 2013年1月13日 @東京・原宿La Donna     | sources (Live Lab.)                   | passion、Take it easy!、月の記憶、ruby、ルパン三世のテーマ、ありがとう、Breakthrough、チャルダッシュ、Galaxy rose、<Bonus Track>ひぐらし                                                                                      |
| 2nd | 2014年12月6日 @渋谷Duo MUSIC EXCHANGE | sources LIVE DVD ～言葉の向こう側     | Breakthrough、live a little!、skyblue、瞬き夜空、夢うつつ、花火、Dancing Dancing、journey、Beginning、衝動-SHOUDOU-、颪、coleus、SUNRISE、sunset、鍔迫-TSUBAZERI                                                              |
| 3rd | 2016年10月15日 @日本橋三井ホール      | sourcesDVD スペシャルライブ2016三源祭 | 地平線の風、feel、Meet The Future、yet、空と海と君と僕、Nostalgia、Galaxy Rose、coin、衝動-SHOUDOU-、鍔迫-TSUBAZERI-、疾風迅雷、ひぐらし、JOY!JOY!JOY!、Dancing Dancing、sunset、一祭合切-ISSAIGASSAI-、Make my day、月の記憶 |

## 出演

### ライブ
- 2013年 - 東名阪ワンマンツアーを実施。また毎月関東、関西など各地でワンマンライブやインストアライブを開催
- 2014年12月6日(土) - 渋谷 Duo MUSIC EXCHANGEにて  sources LIVE ～言葉の向こう側～ ワンマンライブを開催
- 2015年2月15日(日) - 渋谷Mt.RAINIAR HALL および名古屋・大阪で sources LIVE ～言葉の向こう側～ ワンマンライブツアーを開催
- 2016年10月15日(土) - 日本橋 三井ホールにて4thアルバムレコ発&ワンマンライブ「三源祭」を開催
- 2017年4月20日(木) - ルーテル市ヶ谷ホールにてClassic Ver. Concert ～ Einsatz〜を開催
- 2018年3月24日(土)- NAGOYA ReNY limited にて　Instrumental Festival 　in NAGOYA  vol.1に出演

- 2018年10月10日(水) - ルーテル市ヶ谷ホールにて1stCD発売5周年記念コンサート「原点回帰」〜Classic ver.〜を開催
- 2019年3月10日(日) - 神田明神ホールおよび名古屋・大阪で5thアルバムレコ発&ワンマンライブツアーを開催
- 2019年6月1日(土) - 渋谷区文化総合センター大和田さくらホールにて 「THE BEST of sources」を開催
- 2019年6月29日(土)- NAGOYA ReNY limited にて　Instrumental Festival 　in NAGOYA vol.2 衝動に出演
- 2022年3月19日 - 川崎、21日銀座のライブハウスにて「一刀両断」先行配信記念ライブを開催
- 2022年4月10日 - 原宿ライブレストランにて「レクイエム〜安息への祈り」先行配信記念ライブを開催
- 2022年5月7日 - 原宿ライブレストランにて「Stand Up!」先行配信記念ライブを開催
- 2022年6月11日(土) - 神田明神ホールにて、アルバム「一刀両断」「つむぐ」リリース記念ライブを開催
- 2022年9月9日(金) - 六本木ライブレストランにて行われた大瀬戸千嶋DUO2022にスペシャルゲストとして加賀谷綾太郎が出演
- 2022年9月11日(日) - 京都ライブハウスにて行われた大瀬戸千嶋DUO2022にスペシャルゲストとして加賀谷綾太郎が出演
- 2022年10月8日(土) - 原宿ライブレストランにて、sources & 大瀬戸千嶋 ジョイントライブ ～ JOY! JOY! JOY!を開催
- 2023年3月12日(日) - 福岡ライブハウスにて行われた大瀬戸千嶋 Live Duo Plus Fukuokaにスペシャルゲストとして日髙隼人が出演
- 2023年6月24日(土)- NAGOYA ReNY limited にて　Instrumental Festival 　in NAGOYA vol.6 閃光に出演
- 2023年7月28日(金)-初YouTube無料ライブを開催
- 2023年11月12日(日)-大手町三井ホールにて　「sources 10th Anniversary LIVE」を開催及び10周年記念アルバム「TEN-SEI」を先行発売
- 2024 年７月６日(土)ー広島  ７月13日(土)-東京　14日(日)-横浜にてsources×大瀬戸千嶋 Joint Live Tour ～ PROMISE      開催
- 2024年10月6日(日)-渋谷 duo MUSIC EXCHANGEにて11th Anniversary LIVE～翔劇(SHOW GEKI) 開催
- 2025年10月13日（月・祝）に神田明神ホールにてsourcesLIVE～言葉の向こう側2025～ライブを開催
- 2020年6月よりツイキャスで配信ライブも開催。2025年3月より月1回程度、「sourcesと申します ～ We are sources！ 」の配信をsources YouTubeチャンネルで配信している。個人としても加賀谷綾太郎の【ワクワクチャンネルアコースティックギター編】(ライブ配信)や野津永恒の【今聴きたいに応えます】/from ソーシズpianist 野津永恒（ピアノリクエスト生配信）なども行っている。　その他、各地の学校の芸術鑑賞会や企業イベント、パーティー等でも多数演奏

### CM
- 仙川カフェフェスティバルにてチケットぴあ近畿地方の販売店ディスプレイで東京PRに使用されるグループに選出される–2011年1月15日〜
- 川崎市イメージCMに出演 - 2015年7月〜
- 第9回大阪モーターショー　公式テーマ曲「Meet The Future」を作曲・演奏担当及びイベント出演[13]（関西地区CM曲）（インテックス大阪）− 2015年12月4日-7日
- 第10回大阪モーターショー　公式テーマ曲「Forever〜進化と深化の物語」を作曲・演奏担当及びイベント出演[14]（インテックス大阪）- 2017年12月8日-11日
- イベントツールウエストジャパン2019 公式 テーマ曲「こもれび坂」を作曲・演奏担当及びイベント出演（大阪南港ATCホール）- 2019年5月22日-23日
- 第11回大阪モーターショー　公式テーマ曲「Restart!」を作曲・演奏担当及びイベント出演[15]（インテックス大阪）-2019年12月6日-9日
- 雪乃紗衣の小説『永遠の夏をあとに』のテーマ曲「恋文」を作曲及び演奏　-2020年5月[16]
- 大阪・お城フェス2022 ・2023公式テーマ曲「軍勢－GUNZEI－ 」 を作曲・演奏担当及びイベント出演-2022年8月12日-14日[17]（グランフロント大阪 北館B2 ナレッジキャピタル コングレコンベンションセンター）
- 日本テレビ系「news every.」お天気コーナーテーマソングに『雨のちハレ』が2023年7月から12月１日まで決定[18]

### レギュラー出演
- 毎月、東京タワー大展望台1階「Club333」にてレギュラーライブを開催。東京タワーTVにて生放送配信。（※大展望台リニューアル工事に伴い、2018年2月よりClub333ステージイベント休止中。休止前最後の出演は2018年1月21日) 2020年10月11日　TOKYO TOWER TV Club333 ツイキャスプレミアム配信ライブ開催。
- 毎月第一月曜日にお台場TVにてレギュラー番組『sourcesの その気にさせてノントロッポ』をUstreamにて配信（2013年2月4日〜2015年6月1日　2019年3月11日特別放送）。

### 舞台出演
- ストレートプレイ・ミュージカル「うたかふぇ」演奏担当及び出演[19] - 2015年7月3日-12日　（全13公演）池袋サンシャイン劇場
- 星空ロック・音楽夜話～小さな幸せを探す旅/フェス音楽担当及び出演[20] - 2017年1月26日-27日（全3公演）渋谷伝承ホール
- ミステリー9「吸血鬼BITE」  サウンドプロデュース&プレイングアクター として全音楽を担当及び出演[21]  - 2020年1月29日〜2月2日（全10公演）新宿村Live
- 丸福ボンバーズ第14回本公演「BOMBERS DISTANCE! ～僕たちのカンカク～」配信公演に出演[22]-2020年11月15日　舞台映像「LIFE TIME」全音楽担当及び出演-2020年11月12日〜15日　BomTube 1st Dorama主題歌 「LIFE TIME」 sources feat.渓 & NORIYASU 主題歌作曲/編曲/ミキシング/演奏
- ベトナム ハノイサーカスで行われた "Ninja Magic Show"に出演[23]　2024年5月17日〜19日(4公演)  5月24日〜26日(４公演)  Ai and YuKiさんのイリュージョンとベトナム国立サーカスとsourcesのサウンドのコラボ。[24][25]Hello Vietnam(ハロー・ベトナム) ～Xin chào Việt Nam～をオープニングで毎回披露する。

## 受賞歴
- 第4回　DAIBA MUSIC FACTORY 2012（2012年）審査員特別賞受賞
- 第5回　KAWASAKI STREET MUSIC BATTLE（2015年）グランプリ受賞[26]
- 第11回　修善寺 桂座音楽賞（2015年）グランプリ受賞[27][28]
- BEYOND AWARD 2017（2017年）音楽部門 オーディエンス賞受賞[3]受賞曲「Beyond〜そして超えてゆく」[29]

## ゲーム音楽
- 2015年夏発売のPlayStation用ゲームソフト「Rear pheles‐Red of Anotheer-（リアフェレス レッドオブアナザー）」の主題歌およびゲーム内音楽全てを作曲、演奏を担当[30]。
- 2023年3月発売のゲーム「ライザのアトリエ3」EDテーマ「Travelers」（歌/ suis from ヨルシカ）作曲・編曲を加賀谷&野津、ヴァイオリン&ピアノ演奏をsourcesで担当。2023年7月21日にインストver.「Travelers」が配信。